# Фармаимпекс
Группа компаний «Фармаимпекс» — крупная межрегиональная фармацевтическая сеть. Центральный офис находится в Ижевске.

## Информация о компании
Аптеки сети есть в 25 регионах России: Удмуртии, Татарстане, Башкортостане, Республике Марий Эл, Пермском крае, Тюменской, Кировской, Новосибирской, Кемеровской, Липецкой и Воронежской областях, Ханты-Мансийском, Ямало-Ненецком автономных округах и др. По состоянию на апрель 2023 года сеть насчитывала 750 аптек.
Аптечные организации ГК «Фармаимпекс» работают в регионах под брендами: «Бережная аптека», «Аптека от склада», «Фармаимпекс. Аптека низких цен», «Фармакон», «Клюква», «Экона».

## История
Группа компаний «Фармаимпекс» была основана 4 марта 1994 года.
Изначально предприятие специализировалось на оптовой и мелкооптовой торговле лекарственными препаратами, в г. Ижевск располагался собственный склад . В 1998 году начала развитие собственная розница: открылась первая аптека в пос. Завьялово (один из районных центров Удмуртии).
В 2006 году открылась первая аптека в Республике Татарстан и началось развитие сети в других регионах России. С 2006—2010 г. открылись аптеки в Ханты-Мансийском и Ямало-Ненецком автономных округах, Тюменской, Воронежской области, Республике Марий Эл, Пермском крае. В 2011—2012 годах аптеки открылись в Кировской области, Башкортостане, Новосибирской, Липецкой и Кемеровской областях.
С 2010 года ГК «Фармаимпекс» входит в состав некоммерческого партнерства содействия развитию аптечной отрасли «Аптечная гильдия».
В 2012 году ГК «Фармаимпекс» было подписано открытое письмо от представителей аптечных сетей на имя Президента страны с просьбой обратить внимание на то, что бесконтрольная продажа лекарств в магазинах создаст угрозу национальной безопасности.
В 2014 году «Фармаимпекс» и аптечная сеть «А5» вели переговоры об объединении, завершившиеся подписанием лицензионного соглашения в 2015-м, по которому «Фармаимпекс» открыла 25 аптек под принадлежащим «А5» брендом «Норма».

## Финансовые показатели
Выручка ГК «Фармаимпекс» в 2009 г. достигла 3,282 млрд руб. против 1,936 млрд годом ранее, за три года межрегиональный оператор показал троекратный рост объёмов реализации через сеть собственных аптек, представленных в ПФО, СФО и ЦФО.
В в первом полугодии 2010 года, когда шесть из десяти крупнейших аптечных сетей страны снизили свою долю на рынке, у «Фармаимпекса» получилось увеличить долю на рынке — с 0,69 % до 0,98 %.
В совокупном рейтинге аптечных сетей по итогам 1 квартала 2013 года группа компаний «Фармаимпекс» заняла 4 место в России по доле коммерческого розничного рынка.
По итогам 2013 года ГК «Фармаимпекс» находится на пятом месте в России по объёмам продаж лекарственных препаратов среди аптечных сетей.
По итогам 1 квартала 2014 года ГК «Фармаимпекс» занимает седьмое место в России по доле розничного коммерческого рынка лекарственных средств.